# Hobgoblin (Marvel)
De Hobgoblin is een fictieve superschurk uit de strips van Marvel Comics, en een vaste vijand van Spider-Man. De Hobgoblin is gebaseerd op de Green Goblin. Hij werd bedacht door Roger Stern en John Romita, Jr. en verscheen voor het eerst in Amazing Spider-Man #238.

## Productie geschiedenis
De Hobgoblin werd bedacht door schrijver Roger Stern. Net als veel andere schrijvers van Spider-Man strips stond Stern onder druk om Spider-Man weer tegen de Green Goblin te laten vechten. Hij wilde echter niet Norman Osborn of Bart Hamilton terug laten keren uit de dood, of Harry weer de Green Goblin laten worden. In plaats daarvan besloot hij een nieuw personage te creëren die de rol van de Green Goblin kon overnemen, de Hobgoblin.
Een belangrijk element van de Hobgoblin was dat zijn ware identiteit ook voor de striplezers geheim werd gehouden. De vraag wie de Hobgoblin werkelijk was werd een van de langslopende mysteries uit de Spider-Man strips. Stern stopte echter met het schrijverswerk na Amazing Spider-Man #252 zonder bekend te hebben gemaakt wie hij in gedachten had als de Hobgoblin. Iets waar de schrijvers na hem lang mee hebben geworsteld. Schrijver Peter David onthulde in Amazing Spider-Man #289 dat Ned Leeds de oorspronkelijke Hobgoblin was. Aangezien Ned in de strips inmiddels was omgekomen, werd er een nieuwe Hobgoblin geïntroduceerd, Jason Macendale.
Veel fans waren echter ontevreden over de Macendale Hobgoblin, aangezien hij vaak overkwam als een van de zwakkere vijanden van Spider-Man. Roger Stern, die inmiddels was teruggekeerd, begon daarom met een nieuw verhaal getiteld Spider-Man: Hobgoblin Lives. In dit verhaal werd onthuld dat Ned Leeds toch niet de Hobgoblin was en werd Roderick Kingsley ontmaskerd als de echte originele Hobgoblin. Hiermee kwam dertien jaar na de introductie van de Hobgoblin een einde aan het mysterie rondom zijn identiteit.

## Hobgoblins
Net als bij de Green Goblin is de identiteit van de Hobgoblin in de loop der jaren gebruikt door verschillende personen. In totaal hebben zes mensen de rol van de Hobgoblin op zich genomen, maar slechts drie van hen deden dat vrijwillig.

### Roderick Kingsley
De originele Hobgoblin, Roderick Kingsley, was een vijand van Spider-Man, en had voor het grootste deel van zijn criminele carrière geen superkrachten, hoewel hij die later wel kreeg. Van alle vijanden die probeerden Norman Osborns (de originele Green Goblin) rol als Spider-Mans gevaarlijkste vijand over te nemen kwam Kingsley het dichtst in de buurt.
Roderick Kingsley was eerst een kledingontwerper en miljonair, die ook connecties had met de criminele onderwereld en via smerige zaakjes zijn rijkdom had verkregen. Een medewerker van Kingsley ontdekte de schuilplaats van Norman Osborn en meldde dit aan Kingsley. Kingsley gebruikte de Goblin apparatuur die hij in de schuilplaats vond om zelf de Hobgoblin te worden. Hij kwam al snel in conflict met Spider-Man, en werd meerdere malen door hem verslagen.
Tussen Norman Osborns aantekeningen vond Kingsley ook een paar notities over de formule van het krachtversterkende serum dat Norman had gebruikt. Kingsley was in staat dit serum na te maken. Hij wist echter dat ditzelfde serum Norman tot waanzin had gedreven, dus hij besloot het eerst op iemand anders te testen. Dit werd Arnold Donovan. Toen de test een succes bleek gebruikte Kingsley het serum op zichzelf, en werd hierdoor zelfs sterker dan de originele Green Goblin.
Ondanks zijn nieuwe kracht wist Spider-Man hem alsnog te verslaan. Ook leek hij de aandacht te trekken van andere criminele meesterbreinen die hem als een bedreiging zagen, waaronder de Kingpin. Toen Kingsley ontdekte dat Daily Buggle reporter Ned Leeds zijn geheim had ontdekt, hypnotiseerde hij hem om de derde Hobgoblin te worden.
Toen Kingsley dreigde te worden ontmaskerd probeerde hij iedereen te laten geloven dat de advocaat Flash Thompson de Hobgoblin was, zodat zijn vijanden achter Thompson aan zouden gaan. Dit plan mislukte door tussenkomst van Jason Philip Macendale Jr, alias de superschurk Jack O'Lantern. Hobgoblin versloeg Macendale in een gevecht, waarna die de superschurk Foreigner inhuurde om Ned Leeds (waarvan hij nog altijd dacht dat dit de Hobgoblin was) te vermoorden. Nu iedereen dacht dat de Hobgoblin dood was besloot Kingsley zich terug te trekken. Dit gaf Macendale de kans om zelf de rol van de Hobgoblin op zich te nemen.
Na vele jaren keerde Kingsley terug naar New York. Hij vermoordde Macendale in de gevangenis en nam zelf de rol van de Hobgoblin weer over. Dit was vooral om zijn eigen identiteit te beschermen. Vervolgens ontvoerde hij Betty Brant en zette een val voor Spider-Man. Deze wist toch weer te verslaan, waarna Kingsley voor het eerst werd ontmaskerd.
Niet lang na zijn arrestatie begon Kingsley met het verspreiden van het gerucht dat er een geheim document bestond waarin het bewijs was te vinden dat Norman Osborn, die nog in leven bleek te zijn, de Green Goblin was (iets dat hij zelf ontkende). Osborn, zogenaamd bang dat Kingsley dit document openbaar zou maken, maakte daarom een deal met Kingsley. Hij hielp hem ontsnappen en gaf hem nieuwe Hobgoblin gadgets. In werkelijkheid wist Norman de hele tijd dat Kingsley loog en nam achter zijn rug om Kingsleys bedrijf over. Dit resulteerde in een gevecht tussen Norman als de Green Goblin en Kingsley als de Hobgoblin. Na het gevecht trok Kingsley, die nog steeds vele miljoenen dollars had staan op buitenlandse bankrekeningen, zich terug op een eiland.

### Arnold "Lefty" Donovan
Arnold “Lefty” Donovan was een medewerker van Roderick Kingsley. Toen Kingsley erin was geslaagd om Norman Osborns krachtversterkende serum na te maken, wilde hij dit eerst uittesten op iemand anders. Dit omdat ditzelfde serum Norman tot waanzin had gedreven. Via hersenspoeling dwong hij Arnold Donovan om het serum in te nemen, en Spider-Man te bevechten in het Hobgoblinkostuum.
Vanaf een afstandje volgde Kingsley het gevecht en hield via monitoren Donovans gedrag in de gaten. Spider-Man wist Donovan te verslaan en te ontmaskeren. Om te voorkomen dat Donovan hem zou verraden liet Kingsley de Golbin Glider neerstorten, waarbij Donovan om het leven kwam.
Hoewel Donovans rol als de Hobgoblin relatief klein is, wordt hij toch gezien als de tweede Hobgoblin.

### Ned Leeds
Ned Leeds was net als Peter Parker een journalist voor de Daily Buggle. Toen Kingsley wederom een gevecht had verloren van Spider-Man volgde Ned hem naar zijn schuilplaats en ontdekte zo de Hobgoblins ware identiteit. Kingsley ontdekte Ned echter en liet hem onder hypnose de derde Hobgoblin worden, zodat niemand zou vermoeden dat Kingsley de Hobgoblin was. Jarenlang was iedereen ervan overtuigd dat Ned Leeds de originele Hobgoblin was, totdat Spider-Man Roderick Kingsley ontmaskerde.
Hoewel Leeds niet het krachtversterkende serum kreeg toegediend en dus geen superkrachten had, was hij dankzij zijn onderzoekstalenten als journalist toch een gevaarlijke tegenstander voor Spider-Man.
Ned Leeds werd uiteindelijk vermoord door de superschurk Foreigner, die was ingehuurd door Jason Macendale.

### Jason Macendale
De vierde Hobgoblin was Jason Philip Macendale Jr.. Jason was eveneens een vijand van Spider-Man, oorspronkelijk bekend als de superschurk Jack O'Lantern. Na een gevecht te hebben verloren met de originele Hobgoblin, huurde Macendale de schurk Foreigner in om Ned Leeds, waarvan iedereen dacht dat hij de Hobgoblin was, te vermoorden. Na Leeds' dood nam Macendale zelf de identiteit van de Hobgoblin aan.
Macendale had geen superkrachten en was daarom geobsedeerd door het vinden van de geheime formule van het krachtversterkende serum dat de originele Hobgoblin en de Green Goblins hadden gebruikt. Hij probeerde deze formule te stelen van de tweede Green Goblin Harry Osborn. Hij werd echter in een gevecht verslagen door Harry.
Tijdens een aanval van een groep demonen op New York bood Macendale de demon N'astirh zijn ziel aan, in ruil voor superkrachten. N'astirh moest niets weten van deze deal. Hoewel hij Macendale gemakkelijk had kunnen doden, besloot hij in plaats daarvan zijn lichaam over te laten nemen door een andere demon. Deze transformatie gaf Macendale inderdaad superkrachten, maar dreef hem tot waanzin. In deze getransformeerde toestand sloot hij zich tijdelijk aan bij de Sinister Six. Kort daarna verliet de demon zijn lichaam weer en werd zelf de Demogoblin.
In een poging zijn superkrachten terug te krijgen stal Macendale het krachtdrankje van Kraven the Hunter. Ook dat bleek niet voldoende. Na wederom door Spider-Man te zijn verslagen, werd hij gearresteerd. In de gevangenis werd hij blijkbaar vermoord door de teruggekeerde Roderick Kingsley.

### Onbekende Hobgoblin
In de miniserie Secret War, verscheen een nieuw personage in een aangepast Hobgoblin kostuum. Hij kreeg zijn wapen van Tinkerer en werd samen met Lady Octopus achter Captain America aangestuurd. Aan het eind van de serie werd deze Hobgoblin opgesloten in de gevangenis, zonder dat zijn identiteit werd onthuld.

### Phil Urich
Recentelijk dook er een nieuwe Hobgoblin op. Dit bleek Phil Urich, vroeger bekend als de vierde Green Goblin, te zijn. Hij vermoordde Roderick Kingsley en gebruikte zijn gadgets om de nieuwe Hobgoblin te worden in dienst van de Kingpin.

## Krachten en vaardigheden

### Hobgoblin 1 en 2
In het begin van zijn carrière had Roderick Kingsley geen superkrachten. Wel was hij een bijzonder intelligent persoon met genoeg verstand van chemie en biologie om Norman Osborns aantekeningen voor het krachtversterkende serum te begrijpen, en dit serum zo te verbeteren dat het de persoon die het gebruikte niet langer tot waanzin dreef. Ook verbeterde hij veel van Norman Osborns uitvindingen. Verder was hij een meester in hypnose en hersenspoeling. Bovendien was hij in staat tegelijkertijd een criminele organisatie te leiden en een legale zaak te runnen.
Door het Goblinserum verkreeg Kingsley bovenmenselijke kracht, gelijk aan dat van Spider-Man. Zijn reflexen, uithoudingsvermogen en snelheid namen ook toe, en zijn intelligentie steeg tot een buitengewoon hoog niveau. Fysiek gezien was hij sterker dan de originele Green Goblin.
Net als de Green Goblin was Kingsley gewapend met verschillende gadgets zoals de Goblin Glider en bommen.
Ditzelfde serum werd ook toegepast op de tweede Green Goblin.

### Hobgoblin 4
De vierde Hobgoblin, Jason Macendale, verkreeg voor het eerst superkrachten toen hij een deal maakte met de demon N'astirh. Doordat hij nu door een demon werd bezeten verkreeg hij eveneens bovenmenselijke kracht, snelheid en wendbaarheid, plus hellevuur krachten. Hij verloor deze krachten weer toen de demon hem verliet.
Later gebruikte Jason de krachtformule van Kraven the Hunter, wat zijn atletische vaardigheden en zintuigen enorm versterkte. Ook liet hij een keer zijn lichaam versterken met cyber implantaten.
Macendale had ook superieure militaire training gehad en was zeer ervareni n gevechten, spionage en had meer kennis over wapens dan de andere Green - en Hobgoblins. Hij gebruikte dan ook vaak militaire wapens, en was in staat de Goblin Glider nog verder te verbeteren.

### Hobgoblin 6
De zesde Hobgoblin, Phil Urich, beschikte over krachten vergelijkbaar aan de andere incarnaties van de Green Goblin, maar zwakker omdat hij maar een beetje van het serum gebruikte (zijn krachten werden versterkt door zijn masker). Ook beschikte hij over een oorverdovende, maniacale lach genaamd the lunatic laugh, waarmee hij zijn vijanden kan verzwakken.

## Ultimate Hobgoblin
In het Ultimate Marvel universum is de Hobgoblin geen van bovengenoemde personages. In plaats daarvan wordt in de Ultimate Marvelstrips Harry Osborn de Hobgoblin.
In de strips wordt Harry bijna vermoord door zijn vader Norman Osborn, nadat die door en experimentele formule in de Green Goblin is veranderd. Nadat Norman voor Harry’s ogen wordt neergeschoten door S.H.I.E.L.D. agenten zweert Harry wraak. Hij ontdekt uiteindelijk de bunker waar zijn vader het serum ontwikkelde dat hem tot de Green Goblin maakte, en gebruikt ditzelfde serum om de Hobgoblin te worden.
Net als de Ultimate Marvel versie van de Green Goblin, veranderd Harry door het serum in een echte goblin in plaats van gewoon verkleed te zijn als een. Deze versie van de Hobgoblin is beter bij zijn verstand dan de Green Goblin. Hij beschikt over bovenmenselijke kracht, en regeneratie.

## Spider-Man: The Animated series
De Hobgoblin verscheen in veel afleveringen van Spider-Man: The Animated Series, waarin zijn stem werd gedaan door Mark Hamill.
Hobgoblin verscheen voor het eerst in twee afleveringen van het eerste seizoen. Hij was hierin een huurmoordenaar ingehuurd door Norman Osborn om Wilson Fisk, alias de Kingpin, te vermoorden. Nadat Spider-Man de aanslag weet te voorkomen ontslaat Osborn de Hobgoblin. Na te ontdekken dat Wilson Fisk de Kingpin is, gaat hij voor hem werken. Hij krijgt van Kingpin de opdracht om Harry te ontvoeren. Hobgoblin verraad Kingpin echter en sluit zich weer aan bij Norman in ruil voor betere wapens. Uiteindelijk spannen Spider-Man, Norman Osborn en Kingpin samen tegen de Hobgoblin.
Hobgoblin verscheen in het tweede seizoen in de crossover afleveringen met de X-Men. In deze afleveringen ontdekt hij de plannen van Dr. Herbert Landon om alle mutanten uit te roeien, en chanteert hem door te dreigen zijn plannen openbaar te maken.
In het derde seizoen werd de Hobgoblins identiteit eindelijk onthuld als Jason Philip Macendale na een gevecht met de Green Goblin. Na deze onthulling werd hij gearresteerd.
In de laatste twee afleveringen van de serie bezoekt Spider-Man een alternatieve realiteit waarin hij onder andere een alternatieve versie van de Hobgoblin tegenkomt.